# La Chair de l'araignée
La Chair de l'araignée est un album de bande dessinée scénarisé par Hubert, dessiné et colorisé par Marie Caillou et paru en 2010 chez Glénat. 

## Thème
L'album, sorti en librairie en novembre 2010, aborde principalement les thèmes de l'anorexie mentale et celui des troubles du comportement alimentaire,.

## Synopsis
Une jeune femme et un jeune homme se croisent chez leur psychologue commun. Ils deviennent peu à peu amis et s'épaulent pour vivre, malgré leur maladie.